# TIMM29
TIMM29 (англ. Translocase of inner mitochondrial membrane 29) – білок, який кодується однойменним геном, розташованим у людей на короткому плечі 19-ї хромосоми. Довжина поліпептидного ланцюга білка становить 260 амінокислот, а молекулярна маса — 29 233.
| 10         |  | 20         |  | 30         |  | 40         |  | 50         |
| ---------- |  | ---------- |  | ---------- |  | ---------- |  | ---------- |
| MAAAALRRFW |  | SRRRAEAGDA |  | VVAKPGVWAR |  | LGSWARALLR |  | DYAEACRDAS |
| AEARARPGRA |  | AVYVGLLGGA |  | AACFTLAPSE |  | GAFEEALLEA |  | SGTLLLLAPA |
| TRNRESEAFV |  | QRLLWLRGRG |  | RLRYVNLGLC |  | SLVYEAPFDA |  | QASLYQARCR |
| YLQPRWTDFP |  | GRVLDVGFVG |  | RWWVLGAWMR |  | DCDINDDEFL |  | HLPAHLRVVG |
| PQQLHSETNE |  | RLFDEKYKPV |  | VLTDDQVDQA |  | LWEEQVLQKE |  | KKDRLALSQA |
| HSLVQAEAPR |  |            |  |            |  |            |  |            |

A: Аланін

C: Цистеїн

D: Аспарагінова кислота

E: Глутамінова кислота

F: Фенілаланін

G: Гліцин

H: Гістидин

I: Ізолейцин

K: Лізин

L: Лейцин

M: Метіонін

N: Аспарагін

P: Пролін

Q: Глутамін

R: Аргінін

S: Серин

T: Треонін

V: Валін

W: Триптофан

Задіяний у таких біологічних процесах, як транспорт, транспорт білків, транслокація. 
Локалізований у мембрані, мітохондрії, внутрішній мембрані мітохондрії.